# Dècada del 20 aC

## Esdeveniments
- Guerres càntabres (29 aC-19 aC), conquesta de Cantàbria per part dels romans.

## Personatges destacats
- August, emperador romà (27 aC-14).
- Juba II, rei de Numídia i de Mauritània.
- Marc Vipsani Agripa (63 aC-12 aC), militar i polític romà.